# سانت مبين (كورنوال)
سانت مبين (بالإنجليزية: St Mabyn)‏ هي قرية و أبرشية مدنية تقع في المملكة المتحدة في إنجلترا.  يقدر عدد سكانها بـ 628 نسمة .